# Tuttolibri
Tuttolibri è il supplemento culturale, con periodicità settimanale, del quotidiano La Stampa, nato il 1º novembre 1975 per iniziativa del direttore di allora Arrigo Levi e del suo vice Carlo Casalegno.
Gli argomenti trattati sin dalla fondazione sono narrativa, poesia, saggistica e arte. A partire dal 1999, quando la foliazione fu aumentata da 8 a 12 pagine, a questi si sono aggiunti cinema, musica, fotografia, turismo e cucina.

## Storia

### Dalla fondazione al 1980
Negli anni settanta i quotidiani italiani riservavano ai libri soltanto la Terza pagina, con commenti autorevoli ma poco leggibili per i non specialisti. L'allora direttore della Stampa, Arrigo Levi, decise, con il vicedirettore Carlo Casalegno e l'amministratore delegato Giovanni Giovannini, di lanciare una nuova testata dedicata ai libri ma più divulgativa e ricca di recensioni (allora poco diffuse), sul modello della stampa anglosassone (in particolare il «Literary Supplement» del Times e la «Book Review» del New York Times. Levi e Casalegno ottennero il sostegno delle molte case editrici torinesi: Utet, Paravia, Loescher, Lattes e soprattutto Einaudi (il suo fondatore Giulio Einaudi fu tra i primi sostenitori dell'iniziativa).
Il primo numero del settimanale uscì il 1º novembre 1975. Si presentava in formato tabloid ma stampato su carta da quotidiano, con una foliazione di ventiquattro pagine (di cui la prima e le due centrali stampate a colori). La grafica era curata da Bruno Faussone. Il settimanale era una pubblicazione autonoma, aveva una sua distribuzione ed usciva al prezzo di 200 lire.

Nell'editoriale di apertura Arrigo Levi rivendicava l'affinità «a una certa idea della cultura, ma anche a una certa idea dell'Italia e di come una società si sviluppa: il libro è un momento essenziale di ogni crescita civile». Il primo fascicolo della rivista ospitava un'intervista a Eugenio Montale (sulla funzione della poesia nella società moderna) e una con Alberto Moravia sulla scrittura civile. Il numero d'esordio ottenne lusinghieri risultati di vendita: 130.000 esemplari in prima tiratura, seguiti da una seconda tiratura di 30.000 copie.
Sul secondo numero apparve una breve intervista di Pier Paolo Pasolini con Furio Colombo, che acquisì una vastissima risonanza in quanto il poeta friulano morì tragicamente la notte stessa dopo averla rilasciata. Sulla scia del clamore riscontrato dalla scomparsa del celebre intellettuale, il numero 2 di Tuttolibri uscì in 177.000 copie, presto esaurite, che rimasero il record assoluto del periodico.
Una novità che caratterizzò il settimanale fu la classifica dei libri (affidata alla Demoskopea, compiuta per la prima volta con criteri scientifici). In più Tuttolibri pubblicava, ogni settimana, l'elenco dei libri nuovi in uscita. In Italia in quel periodo si pubblicavano 15.000 nuovi titoli all'anno.

### Dal 1980 ad oggi
Il 13 settembre 1980 viene annunciata la trasformazione del settimanale: Tuttolibri diventa un supplemento a tutti gli effetti de La Stampa. Le cause sono essenzialmente economiche: il periodo di boom si è esaurito e il pubblico non è più ricettivo ai prodotti di alto livello culturale.
L'inserimento del giornale all'interno del quotidiano comporta anche un cambio generale di linea, che si avvicina a quella del pubblico di un quotidiano. Non appare più la lista delle nuove pubblicazioni, mentre compaiono per la prima volta articoli su temi più generalisti. Il nuovo Tuttolibri appare con il numero de La Stampa del 18 ottobre 1980. Ha assunto il formato lenzuolo, tipico dei quotidiani e la foliazione è stata ridotta da 24 ad 8 pagine. La stampa è in bianco e nero. La testata è divisa nelle due parole «Tutto» e «libri», una sotto l'altra, completata dal sottotitolo: «Settimanale di attualità culturale, letteratura scienza arte spettacolo».
Nasce la rubrica Parliamone, che avrà molta fortuna e verrà mantenuta nel tempo.
Nel 1981 è attivata una collaborazione con la prestigiosa The New York Time Book Review, che consente di pubblicare in esclusiva su Tuttolibri i servizi della rivista americana. Sulla strada aperta da Tuttolibri, nascono altri supplementi de La Stampa: il primo è Tuttoscienze (1981), poi è la volta di Tuttodove (1982), Tuttocome (1984) e infine Tuttosoldi (1995) e Tuttoaffari (1999).
Dagli anni novanta Tuttolibri cambierà di nuovo foliazione e aspetto, riflettendo i cambiamenti del quotidiano. Dal 1989 il nuovo art director è Angelo Rinaldi. Riappare il colore (era esistito nella prima fase della sua storia). Il 7 aprile 1996 il supplemento raggiunge il fatidico numero 1000. Dal 1001 Tuttolibri sposta il giorno d'uscita al giovedì. Nel 1999 si ritornerà al tradizionale sabato, con un aumento di foliazione a 12 pagine.
Dal 1999 il sito web de La Stampa ha una sezione dedicata a Tuttolibri. Dal 2001 la classifica dei libri è curata dall'istituto Marcam, salvo tornare nel 2004 alla Demoskopea, fino al novembre 2011, quando sarà affidata alla Nielsen Bookscan.
Dal maggio 2019 il settimanale esce con una grafica rinnovata. Per la prima volta viene messo in commercio separatamente dal quotidiano.

## Collaboratori
Il settimanale ha annoverato tra i suoi collaboratori molti nomi di prestigio del mondo letterario italiano: Mario Rigoni Stern, Primo Levi, Mario Soldati, Umberto Eco, Giovanni Raboni, Carlo Ossola, Giorgio Manganelli, Gian Luigi Beccaria, Oreste Del Buono, Claudio Gorlier, Fruttero & Lucentini, Lietta Tornabuoni, Luigi Malerba, Luigi Firpo, Norberto Bobbio.

## Redattori capo responsabili di Tuttolibri
- 1º novembre 1975 – 21 febbraio 1976: Mario Bonini
- 28 febbraio 1976 - 1980: Lorenzo Mondo
- 1980 - giugno 1989: Giorgio Calcagno
- giugno 1989 – 30 maggio 2008: Nico Orengo
- giugno 2008 – luglio 2011: Luciano Genta
- agosto 2011 – gennaio 2024: Bruno Ventavoli
- gennaio 2024 - in carica: Francesca Sforza

## Redazione
- Alberto Sinigaglia (dalla fondazione fino al gennaio 1978)
- Mario Varca (dalla fondazione a settembre 1978)
- Vittorio Messori (dalla fondazione a gennaio 1979)
- Giorgio Calcagno
- Osvaldo Guerrieri (dalla fondazione agli anni ottanta)
- Alessandro Rosa (dal novembre 1977 agli anni ottanta)
- Ernesto Gagliano (dal 4 febbraio 1978 agli anni ottanta)
- Luciano Genta (dal novembre 1978. Direttore dal giugno 2009)
- Nico Orengo (dal giugno 1979. Direttore dal giugno 1989)
- Bruno Quaranta (dal giugno 1989 a luglio 2011)
- Elena Masuelli (da maggio 2019 a oggi)

## Denominazioni della testata
- Fondazione – giugno 1989: TuttoLibri
- 1º luglio 1989 – giugno 1999: tuttolibri
- 3 luglio 1999 – 22 aprile 2006: tuttoLibritempoLibero
- 29 aprile – 18 novembre 2006: TuttoLibri. Leggere, guardare, ascoltare
- 25 novembre 2006 - 2009: TUTTOLibri
- 2009 – oggi: Tuttolibri